# Дембіни (Семполенський повіт)
Дембіни (пол. Dębiny) — село в Польщі, у гміні Сошно Семполенського повіту Куявсько-Поморського воєводства.
Населення — 148 осіб (2011).
У 1975-1998 роках село належало до Бидгощського воєводства.

## Демографія
Демографічна структура станом на 31 березня 2011 року:
|          | Загалом | Допрацездатний вік | Працездатний вік | Постпрацездатний вік |
| -------- | ------- | ------------------ | ---------------- | -------------------- |
| Чоловіки | 75      | 20                 | 52               | 3                    |
| Жінки    | 73      | 15                 | 45               | 13                   |
| Разом    | 148     | 35                 | 97               | 16                   |